# Грілзи

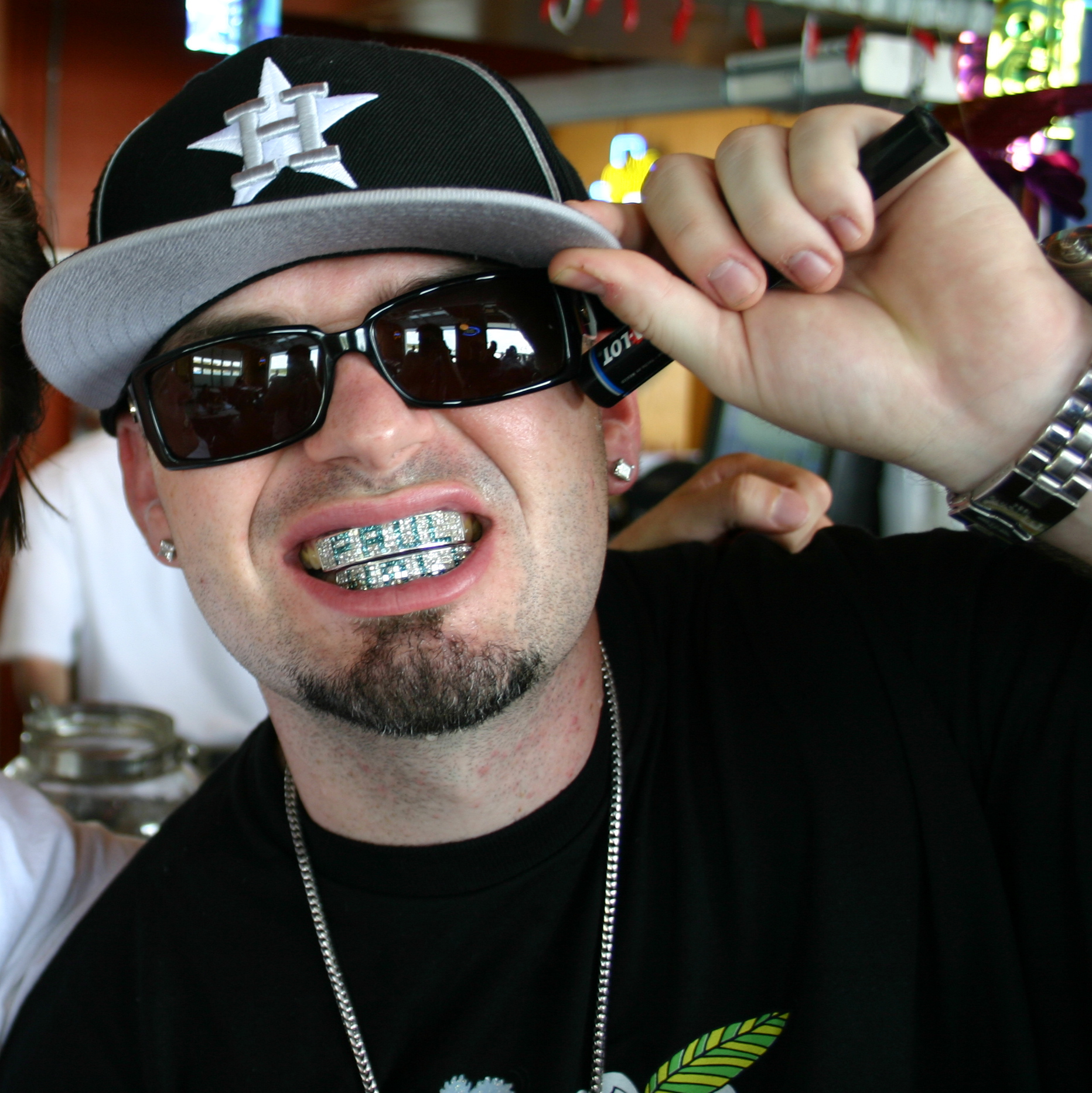
Грілзи за $30,000

Грілзи (англ. grills) — декоративна прикраса, яку одягають на зуби. Зазвичай грілзи є знімними та зроблені з металевих матеріалів (срібло, золото, платина; інколи інкрустовані коштовним камінням).
Для виготовлення золотих грілзів використовується 10-24 каратне золото, яке може мати жовте, біле чи рожеве забарвлення. Цінова гама грілзів коливається у межах від ста до декілька тисяч доларів, залежно від використаних матеріалів та кількості покритих прикрасою зубів.
На початку 1980-х років грілзи почали носити хіп-хоп виконавці з Нью-Йорка, а на початку 90-х мода на грілзи поширилася на Окленд. Найбільшої популярності прикраса досягла у середині 2000-х з появою південного хіп-хопу, який зайняв мейнстримну нішу у поп-культурі.